# Austrian Football Division 1 2013
La Austrian Football Division 1 2013 è stata la 28ª edizione del campionato di football americano di secondo livello, organizzato dalla AFBÖ.

## Squadre partecipanti
| Club                  | Città                    | Stadio | Sponsor ufficiale | Risultato nella stagione 2012 |
| --------------------- | ------------------------ | ------ | ----------------- | ----------------------------- |
| Carinthian Lions      | Klagenfurt am Wörthersee |        |                   |                               |
| Cineplexx Blue Devils | Hohenems                 |        |                   |                               |
| Salzburg Bulls        | Salisburgo               |        |                   |                               |
| Tirol Raiders JV      | Innsbruck                |        | Swarco            |                               |
| Vienna Knights        | Vienna                   |        |                   |                               |
| Vienna Vikings 2      | Vienna                   |        | Dacia             |                               |

## Stagione regolare

### Calendario

#### 1ª giornata
| 31 marzo 2013 | Vienna Knights | 28 – 0 (7-0 7-0 6-0 8-0) | Tirol Raiders JV | (100 spett.) |

| 1º aprile 2013 | Vienna Vikings 2 | 24 – 14 (0-0 10-7 7-0 7-7) | Carinthian Lions | (100 spett.) |

#### 2ª giornata
| 7 aprile 2013 | Tirol Raiders JV | 3 – 58 (0-14 3-14 0-21 0-9) | Cineplexx Blue Devils | (120 spett.) |

| 7 aprile 2013 | Vienna Vikings 2 | 17 – 13 (0-0 7-6 10-0 0-7) | Salzburg Bulls | (200 spett.) |

#### 3ª giornata
| 14 aprile 2013 | Cineplexx Blue Devils | 54 – 6 (0-0 19-6 21-0 14-0) | Salzburg Bulls | (628 spett.) |

#### 4ª giornata
| 20 aprile 2013 | Vienna Vikings 2 | 56 – 16 (28-9 21-7 7-0 0-0) | Tirol Raiders JV |  |

| 21 aprile 2013 | Vienna Knights | 41 – 35 (d.t.s.) (0-7 14-7 7-14 14-7 6-0) | Cineplexx Blue Devils |  |

| 21 aprile 2013 | Salzburg Bulls | 3 – 31 (0-14 0-14 3-3 0-0) | Carinthian Lions |  |

#### 5ª giornata
| 27 aprile 2013 | Tirol Raiders JV | 30 – 69 (7-7 23-14 0-28 0-20) | Vienna Vikings 2 |  |

| 27 aprile 2013 | Carinthian Lions | 40 – 0 (13-0 21-0 0-0 6-0) | Salzburg Bulls |  |

| 27 aprile 2013 | Vienna Knights | 7 – 30 (0-0 7-3 0-27 0-0) | Cineplexx Blue Devils | (300 spett.) |

#### 6ª giornata
| 5 maggio 2013 | Carinthian Lions | 28 – 14 (7-0 14-0 0-7 7-7) | Vienna Knights |  |

#### 7ª giornata
| 11 maggio 2013 | Vienna Knights | 27 – 0 (0-0 14-0 6-0 7-0) | Salzburg Bulls |  |

| 12 maggio 2013 | Tirol Raiders JV | 7 – 42 | Carinthian Lions |  |

| 12 maggio 2013 | Cineplexx Blue Devils | 54 – 18 (13-0 15-12 12-6 14-0) | Vienna Vikings 2 |  |

#### 8ª giornata
| 18 maggio 2013 | Carinthian Lions | 27 – 49 (0-21 20-14 7-0 0-14) | Cineplexx Blue Devils | (250 spett.) |

| 18 maggio 2013 | Vienna Vikings 2 | 23 – 48 (13-15 0-12 10-21 0-0) | Vienna Knights | (500 spett.) |

| 19 maggio 2013 | Salzburg Bulls | 20 – 48 (7-0 6-31 7-3 0-14) | Tirol Raiders JV |  |

#### 9ª giornata
| 25 maggio 2013 | Carinthian Lions | 21 – 33 (0-13 7-0 7-7 7-13) | Vienna Vikings 2 |  |

| 26 maggio 2013 | Tirol Raiders JV | 3 – 45 | Vienna Knights |  |

| 26 maggio 2013 | Salzburg Bulls | 6 – 46 | Cineplexx Blue Devils |  |

#### 10ª giornata
| 8 giugno 2013 | Vienna Knights | 21 – 6 (0-6 8-0 0-0 13-0) | Carinthian Lions |  |

| 9 giugno 2013 | Cineplexx Blue Devils | 56 – 14 (29-7 21-0 0-0 6-7) | Tirol Raiders JV |  |

| 9 giugno 2013 | Salzburg Bulls | 0 – 47 (0-19 0-21 0-0 0-7) | Vienna Vikings 2 |  |

### Classifica
La classifica della regular season è la seguente:
- PCT = percentuale di vittorie, G = partite giocate, V = partite vinte,  P = partite perse, PF = punti fatti, PS = punti subiti

| Pos. | Squadra               | PCT   | G | V | N | P | PF  | PS  |
| ---- | --------------------- | ----- | - | - | - | - | --- | --- |
| 1    | Cineplexx Blue Devils | 1.000 | 8 | 8 | 0 | 0 | 388 | 116 |
| 2    | Vienna Vikings 2      | .750  | 8 | 6 | 0 | 2 | 287 | 196 |
| 3    | Vienna Knights        | .625  | 8 | 5 | 0 | 3 | 225 | 131 |
| 4    | Carinthian Lions      | .500  | 8 | 4 | 0 | 4 | 209 | 151 |
| 5    | Tirol Raiders JV      | .125  | 8 | 1 | 0 | 7 | 121 | 374 |
| 6    | Salzburg Bulls        | .000  | 8 | 0 | 0 | 8 | 48  | 310 |

## Playoff

### Tabellone
|  | Semifinali | Semifinali            | Semifinali |                  |    | XVI Silver Bowl       | XVI Silver Bowl | XVI Silver Bowl |  |
|  |            |                       |            |                  |    |                       |                 |                 |  |
|  | 1          | Cineplexx Blue Devils | 46         |                  |    |                       |                 |                 |  |
|  | 1          | Cineplexx Blue Devils | 46         |                  |    |                       |                 |                 |  |
|  | 4          | Carinthian Lions      | 0          |                  |    |                       |                 |                 |  |
|  | 4          | Carinthian Lions      | 0          |                  | 1  | Cineplexx Blue Devils | 49              |                 |  |
|  |            |                       |            |                  | 1  | Cineplexx Blue Devils | 49              |                 |  |
|  |            |                       | 2          | Vienna Vikings 2 | 48 |                       |                 |                 |  |
|  | 2          | Vienna Vikings 2      | 2          | Vienna Vikings 2 | 48 | 32                    |                 |                 |  |
|  | 2          | Vienna Vikings 2      |            |                  |    |                       |                 |                 |  |
|  | 3          | Vienna Knights        | 6          |                  |    |                       |                 |                 |  |

### Semifinali
| 23 giugno 2013 | Cineplexx Blue Devils | 46 – 0 (19-0 14-0 6-0 7-0) | Carinthian Lions |  |

| 24 giugno 2013 | Vienna Vikings 2 | 32 – 6 | Vienna Knights |  |

### XVI Silver Bowl
| Hohenems 7 luglio 2013 | Cineplexx Blue Devils | 49 – 48 (14-7 6-14 14-0 15-27) | Vienna Vikings 2 | Stadion Herrenried (945 spett.) |

## Verdetti
- Cineplexx Blue Devils Vincitori dell'Austrian Football Division 1 2013